# Vicent Franch i Ferrer
Vicent Franch i Ferrer (Borriana, 1949) és un jurista, politòleg, periodista i escriptor valencià.

## Biografia
Professor Sènior de Dret Constitucional i Ciència Política i de l'Administració de la Universitat de València-Estudi General. És exmagistrat de la Sala del Contenciós Administratiu del Tribunal Superior de Justícia de la Comunitat Valenciana.
Fou redactor, junt a altres professors universitaris, de l'Estatut de Morella en 1979, document sobre el qual es van enllestir els projectes d'Estatut d'Autonomia valencians dels partits polítics a la transició i va ser President primer i Síndic Major després de l'Agrupació Borrianenca de Cultura. Fundador de Germania Socialista, ha sigut alcalde del municipi valencià d'Aín (Plana Baixa) entre el 1999 i el 2003, amb el Bloc Nacionalista Valencià com a membre independent de la candidatura.
Ha dirigit i publicat nombrosos treballs sobre eleccions i comportament polític dels valencians. Va ser el Director de la darrera època de El Conte del Diumenge (Editorial Prometeo) al principi de la dècada de 1980. Ha publicat nombroses columnes d'opinió i també ha exercit ocasionalment de crític literari, i ha pres part en nombroses xerrades, col·loquis, conferències i ponències, així com en nombrosos cursos, jornades i seminaris.

## Obra

### Dret
- Volem l'Estatut! Una Autonomia possible per al País Valencià (en col·laboració) (1977).[10]
- El nacionalisme agrarista valencià (1918-1923) (1981).[11]
- El blasquisme: Reorganització i conflictes polítics (1928-1936) (1984), que va ser Premi d'Assaig Vicent Boix).[12]
- Document 88 (en col·laboració) (1987).
- Vicent Cañada Blanch (1900-1993): la voluntad de mecenazgo (2010) (Extensa biografia d'aquest patrici borrianenc).[13]
- El sentiment constitucional dels valencians (2003).
- Les eleccions autonòmiques i municipals del 25 de maig del 2003 a la Comunitat Valenciana (2005) (on és autor i editor).

### Literatura
- La vetla d'En Pere Ruixes (Premi de Contes Malvarrosa 1978).[14][cal citació]
- La fuita d'En Quim Ortolà (1984).[15]
- L'Enquesta (i altres contes) (Premi Pasqual Tirado de contes, 1984).[16][17]
- Estius a la Carta (1990).[18]
- Palamarinar (1994) (llibre entre màgic i autobiogràfic).[19]